# Dobra (Dobroszyce)
Dobra (deutsch Döberle, von 1935 bis 1945 Karlsburg) ist ein Dorf in der Landgemeinde Dobroszyce im Powiat Oleśnicki der Woiwodschaft  Niederschlesien im Polen.

## Sehenswürdigkeiten
- Katholische Pfarrkirche Unsere Liebe Frau vom Skapulier (polnisch Kościół parafialny Matki Boskiej Szkaplerznej). Die Saalkirche mit Langhaus aus Backstein wurde 1665 errichtet, der Holzturm an der Westseite entstand fünf Jahre später. An der Nordwand befindet sich eine Patronatsloge. Hauptaltar und die reich dekorierte Kanzel schuf der Oelser Maler L. Horn. Unterhalb der Patronatsloge wurde ein Epitaph für Gustav Adolf von Heugel († 1611)[1] und dessen Familienangehörige eingebaut.
- Das Herrenhaus wurde 1631–32 außerhalb des Dorfes für Karl Friedrich I. Herzog von Oels, Bernstadt und Münsterberg errichtet. 1909–1910 wurde es umfangreich umgebaut. Seit 1673 war es Witwensitz der Oelser Herzöge. An der südöstlichen Ecke wurde 1633 ein dreistöckiger Rundturm angebaut.

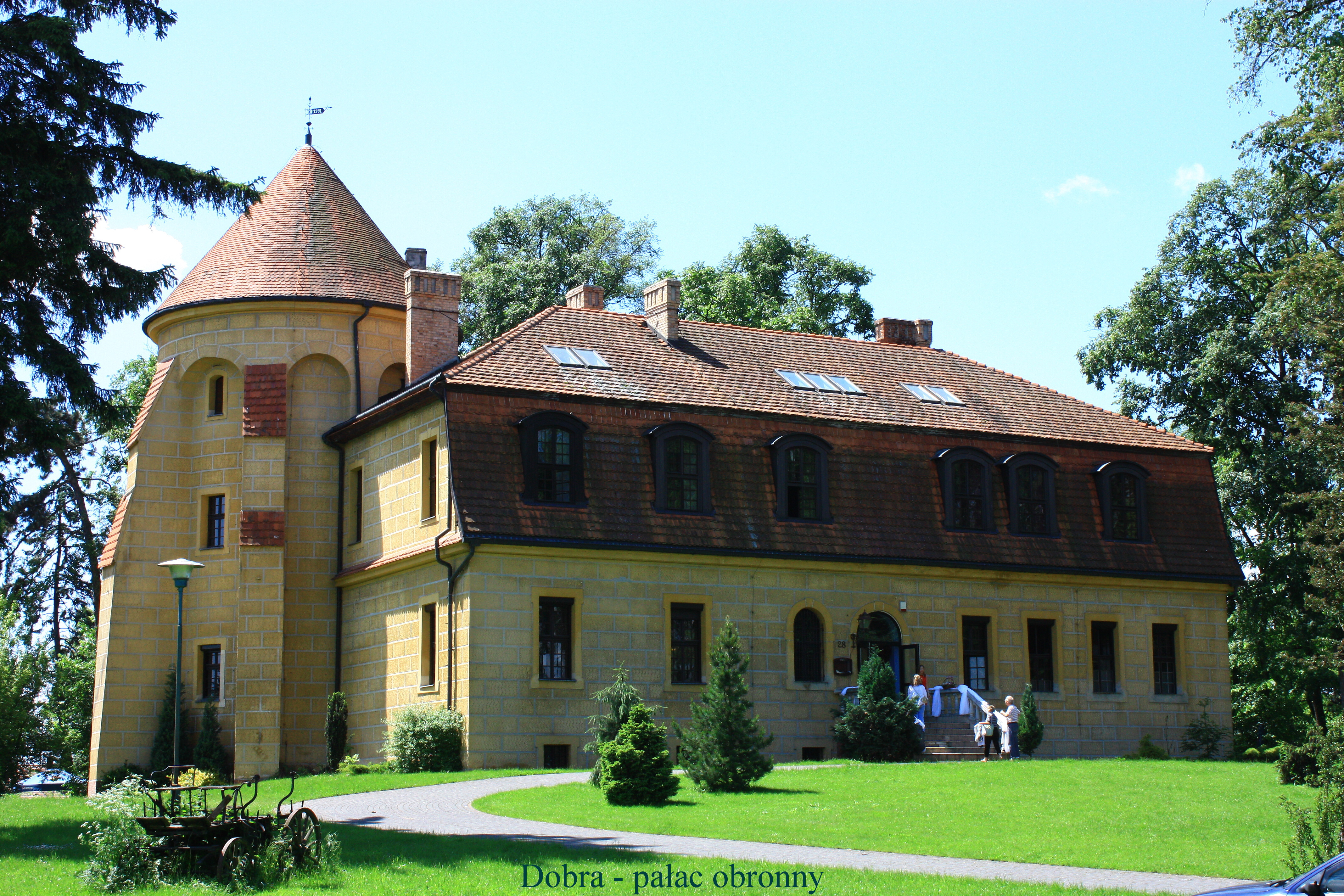
Witwensitz der Oelser Herzoginnen
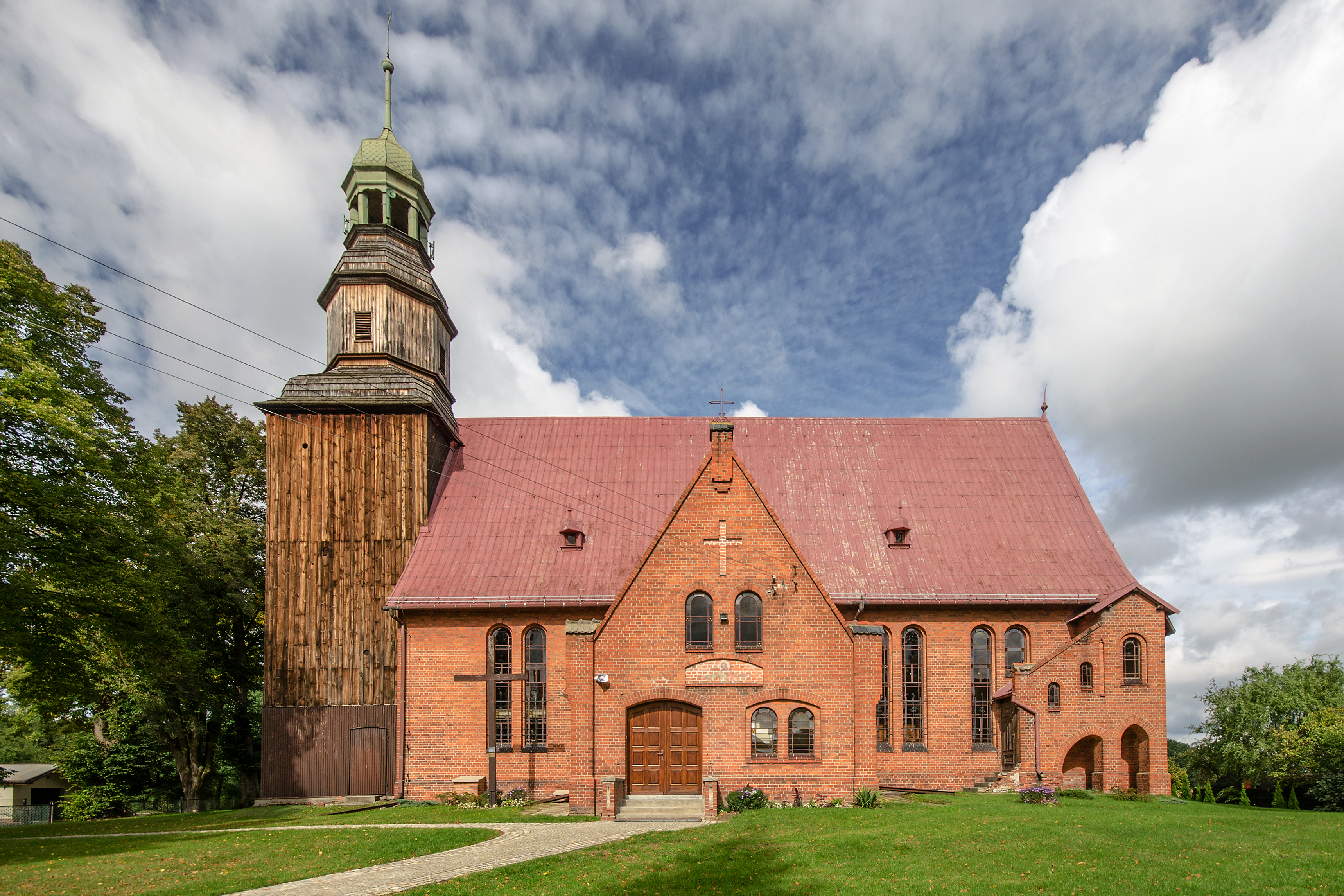
Pfarrkirche